# Good Job
«Good Job» es una canción de la cantante y compositora estadounidense Alicia Keys. Se lanzó el 23 de abril de 2020 a través de RCA Records con UMPG como el cuarto sencillo de su séptimo álbum de estudio Alicia. Good Job fue escrito por Keys, Avery Chambliss, Swizz Beatz, The-Dream y producido por Keys y Beatz. 

## Antecedentes y composición
«Good Job» está dedicado a los profesionales que trabajan en primera línea y que arriesgan sus vidas al servicio de personas con sospecha de COVID-19. La balada, marcada por el piano y la voz característica del artista, fue escrita antes de la pandemia, en 2019, pero el mensaje encaja bien para estos tiempos. «Es una canción tan personal y conmovedora y cada vez que la toco, quiero llorar, porque estoy pensando en mi madre, pensando en mi abuela, pensando en amigos míos que no pueden sobrevivir. A menudo la gente no siente que está haciendo una buen trabajo. Se sienten bajo el agua y como si nunca hubiera un día mejor. Avancemos rápido hasta ahora, donde estamos ahora, y es casi como si la canción hubiera sido escrita para eso y no lo sabía», comentó la artista sobre el tema. Al anunciar el tema durante un comunicado de prensa, añadió: «Escribí esto para todas las personas que trabajan tan duro y nunca escuchan la palabra, buen trabajo». Creo en nosotros, creo en la forma en que nos mostramos y nos ayudamos unos a otros. Si estás en la primera línea de hospitales, equilibrar trabajo, clases en casa, repartir correo, paquetes o comida o afrontar otras dificultades personales por el COVID-19, lo reconozco. Te ven, te quieren y te aprecian profundamente».

## Presentaciones en vivo
La primera presentación de «Good Job» tuvo lugar el 25 de abril en vivo para el canal de CNN, como tema de una nueva campaña CNN Heroes en celebración de la gente común que emergió como héroes durante la crisis de COVID-19. El 15 de mayo, publicó la actuación en su canal Youtube junto con la fundación Robin Hood que estableció una asociación con estaciones de televisión en el área de Nueva York y estaciones de radio locales propiedad de iHeart Radio y Entercom televisará el teletón Rise Up New York para apoyar a los afectados por la pandemia de coronavirus. El evento recaudó más de 110 millones en solo una hora.

## Posicionamiento en listas
| Listas (2020)                             | Mejor posición |
| ----------------------------------------- | -------------- |
| Canadá (Hot Digital Canadian Songs Sales) | 42             |
| Estados Unidos (R&B Digital Songs Sales)  | 4              |

## Historial de lanzamiento
| País   | Fecha               | Formato                     | Discográfica    | Ref   |
| ------ | ------------------- | --------------------------- | --------------- | ----- |
| Varios | 23 de abril de 2020 | Descarga digital, streaming | Sony Music, RCA | [ 2 ] |